# Ternivka
Ternivka (en ucraniano: Тернівка) es una ciudad minera ucraniana perteneciente al óblast de Dnipropetrovsk. Situado en el este del país, es parte del raión de Pavlogrado y del municipio (hromada) homónimo.

## Toponimia
El nombre de la ciudad en ruso también es Ternovka (en ruso: Терновка). 

## Geografía
Ternivka está situada en la confluencia del río Velika Ternivka con el río Samara, a 20 km de Pavlogrado y a 81 kilómetros al este de Dnipró. 

## Historia
Ternivka fue fundada como slobodá en 1775 bajo las órdenes del gobernador de Azov.
En abril de 1930, la aldea fue el centro de una revuelta antisoviética y proucraniana rápidamente derrotada.
Después de la guerra comenzó la estimación de las reservas de carbón del Dombás occidental y fueron descubiertos yacimientos de carbón en los alrededores de Ternivka. En 1959, se extrajo la primera tonelada de carbón de la mina de Ternivska. En 1964, comenzó la explotación de la mina gigante Dombás-Oeste (en ucraniano: Західно-Донбаська). Ese mismo año Ternivka obtuvo el estatuto de asentamiento urbano.
Ternivka tiene estatus de ciudad desde 1976 y es ciudad de importancia regional desde el 9 de junio de 1990.
Hasta el 18 de julio de 2020, Ternivka sirvió como ciudad de importancia regional. El estatus fue abolido en julio de 2020 como parte de la reforma administrativa de Ucrania, que redujo el número de raiones del óblast de Dnipropetrovsk a siete. La ciudad se fusionó con el raión de Pavlogrado.

## Economía
La economía local reposa en la explotación de carbón, que se efectúa en las minas de los alrededores de Ternivka (Ternivska, Dombás Occidental, Dniprovska y Samarska).

## Demografía
La evolución de la población de Ternivka entre 1989 y 2022 fue la siguiente:
| 33 528                                                        | 29 226 | 29 070 | 29 104 | 29 019 | 28 898 | 26 961 |
| (Fuente: Cities & Towns of Ukraine y UKRAINE: Größere Städte) |        |        |        |        |        |        |

Según el censo de 2001, el 52,89% de la población son rusos y el 43,45% son ucranianos. En cuanto al idioma, la lengua materna de la mayoría de los habitantes, el 78%, es el ruso; del 21,21%, el ucraniano.

## Infraestructura

### Educación
En 1997, el Instituto Industrial de Ternivka fue incluido en la Universidad Técnica Estatal de Krivói Rog.También hay 5 escuelas, 8 instituciones preescolares y una escuela de educación estética.

### Transporte
Por Ternivka discurre por la autopista M04-E50 a Dnipró.

## Galería

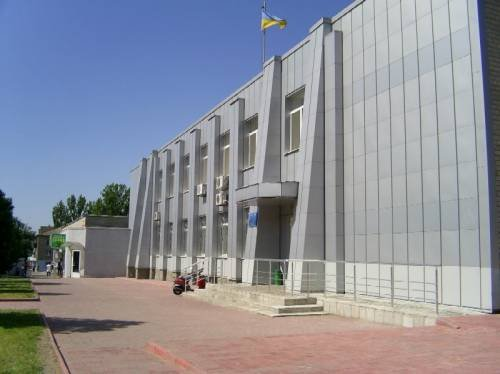
Ayuntamiento de Ternivka
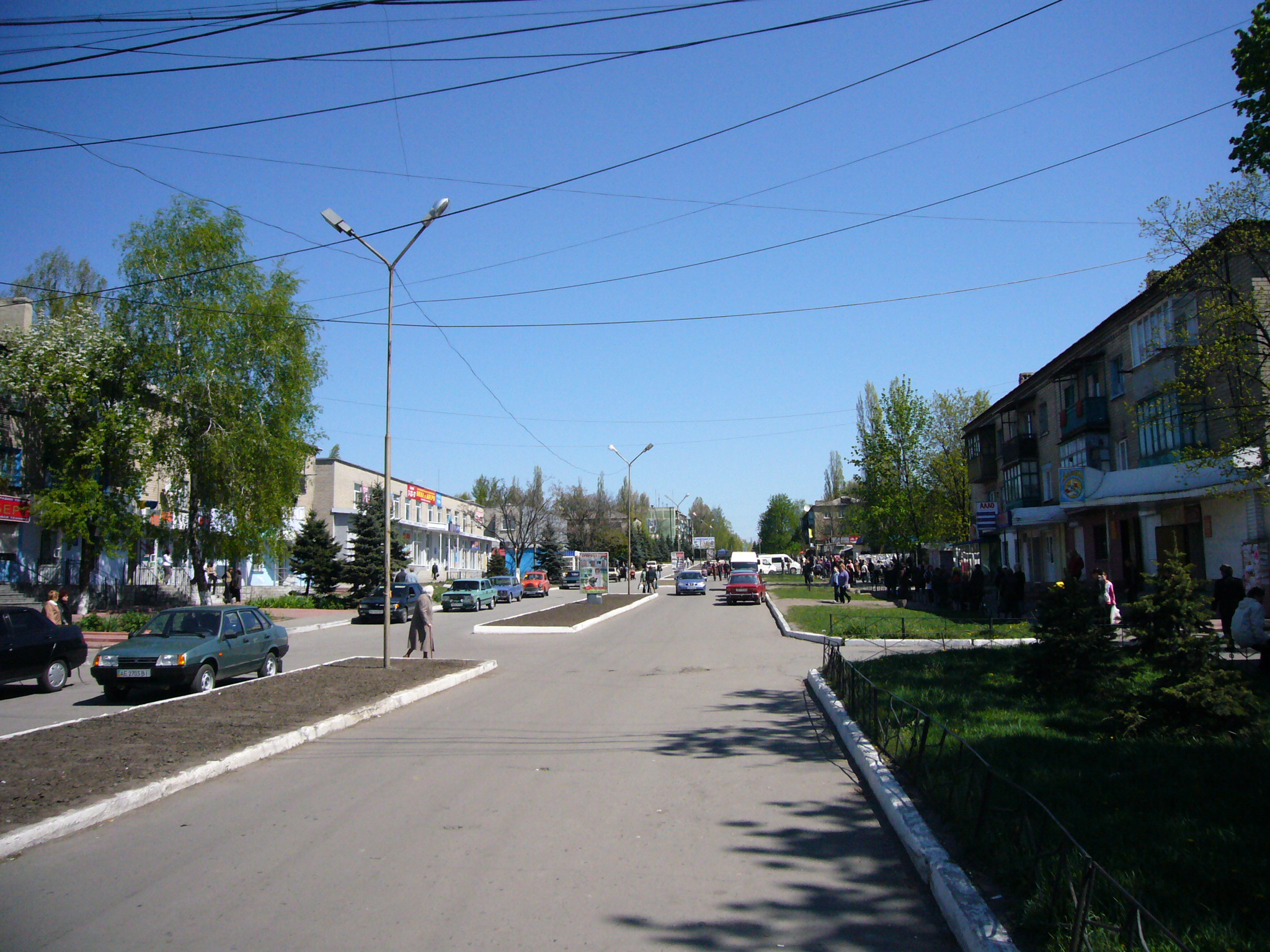
Calles del centro de Ternivka
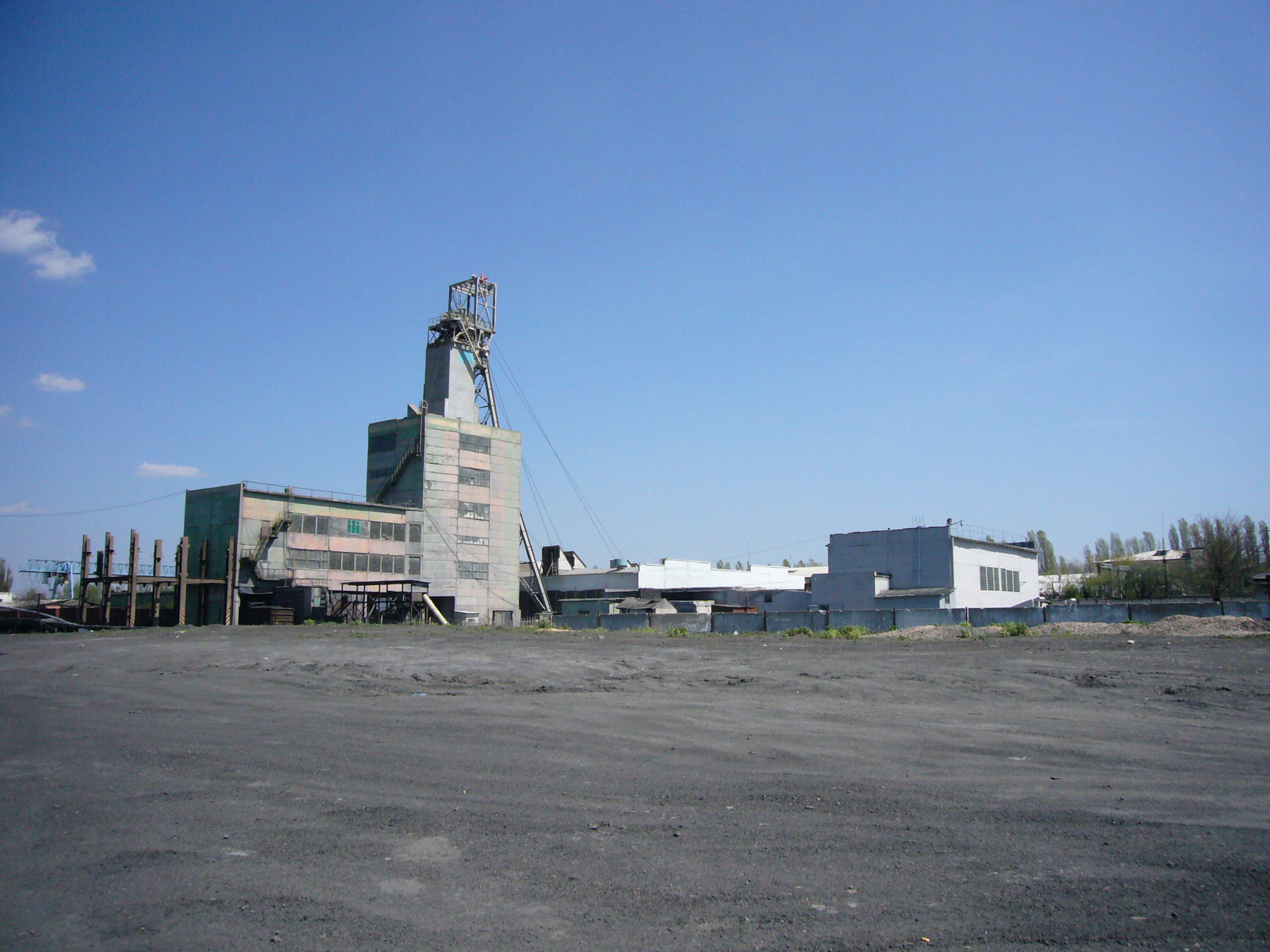
Mina Samarska en Ternivka.